# Пискарёвка (муниципальный округ)
Пискарёвка — муниципальный округ (№ 22), муниципальное образование на территории Калининского района Санкт-Петербурга.
Муниципальный округ получил своё название от одноимённого исторического района. Район получил название по названию деревни Пискарёвка, которая, в свою очередь, была названа по фамилии купца Пискарёва, владевшего здесь обширными земельными участками. То же название имеет железнодорожная станция Октябрьской железной дороги (Приозерское, Ладожское и Ириновское направления).
Муниципальный совет расположен по адресу: 195067, Санкт-Петербург, Пискарёвский пр., д. 52
Муниципальный совет округа издаёт газету «Пискарёвка».

## См. также

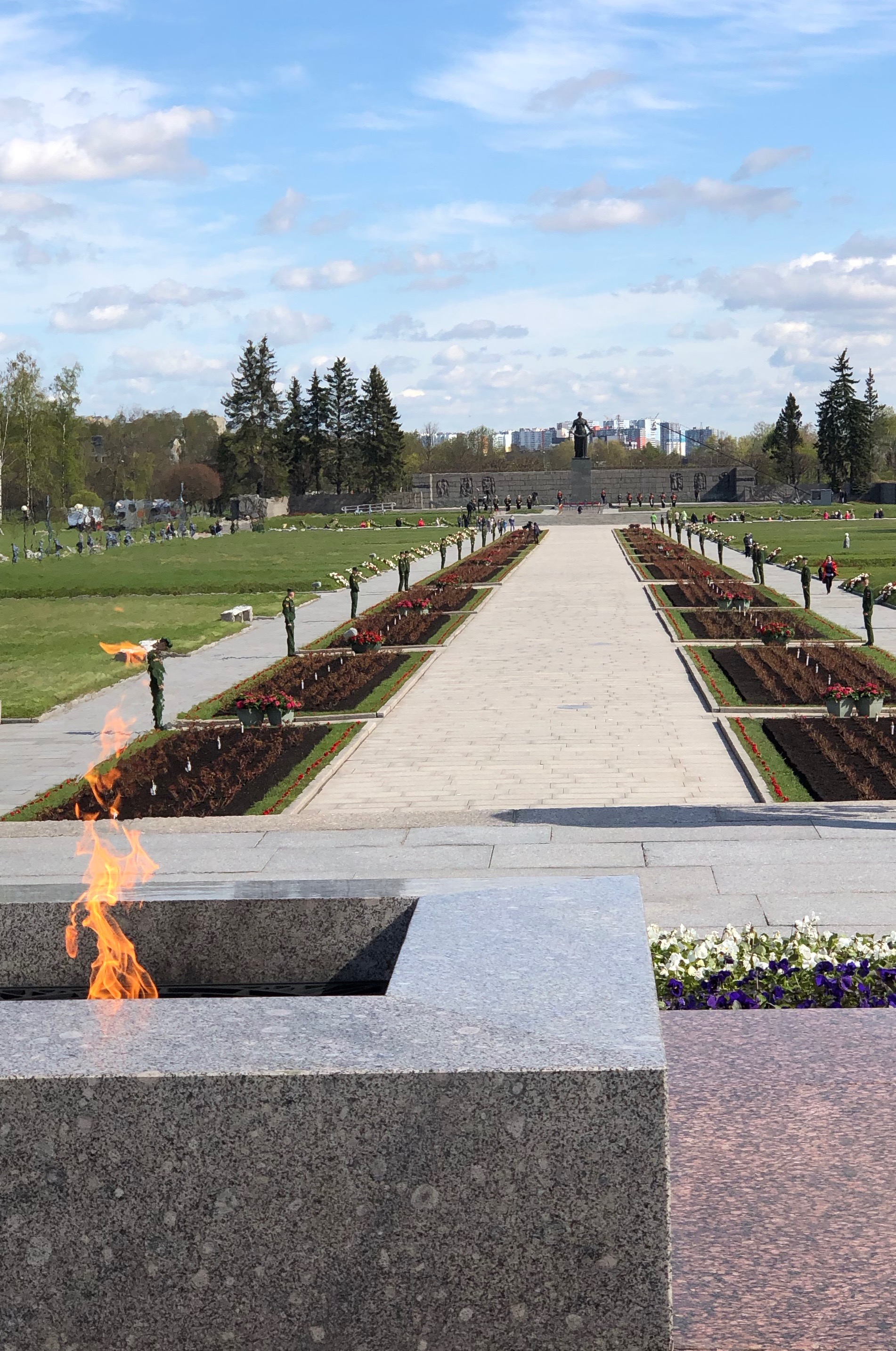
Пискаревское мемориальное кладбище

## Население
| 2002    | 2010    | 2012    | 2013    | 2014    | 2015    | 2016    | 2017    | 2018    |
| ------- | ------- | ------- | ------- | ------- | ------- | ------- | ------- | ------- |
| 59 004  | ↗59 716 | ↗60 609 | ↗60 970 | ↗61 786 | ↗62 430 | ↘61 706 | ↗62 523 | ↗63 114 |
| 2019    | 2020    | 2021    | 2023    | 2025    |         |         |         |         |
| ↘62 825 | ↘62 695 | ↗82 909 | ↘81 911 | ↗82 129 |         |         |         |         |